# Dekalog, Sieben
Dekalog, Sieben ist ein polnischer Fernsehfilm aus dem Jahr 1990. Als der siebte Teil der Dekalog-Reihe des Regisseurs Krzysztof Kieślowski behandelt der Film das siebte Gebot Du sollst nicht stehlen.

## Inhalt
Maika hatte mit 16 eine Liebschaft mit ihrem Lehrer und wurde schwanger. Ihre Mutter, die Direktorin der Schule, beschloss damals, das Kind, ein Mädchen, offiziell als ihr eigenes Kind auszugeben und aufzuziehen, um den Skandal zu vertuschen, aber auch, weil Maika noch kein Gefühl für Verantwortung hatte. Die Mutter zog das Kind auf wie ihr eigenes. Maika fügte sich in dieses Arrangement. Im Laufe der Jahre spürte sie jedoch, wie ihre Sehnsucht nach ihrer Tochter, offiziell ihre Schwester, immer weiter wuchs.
Nun, sechs Jahre später, will Maika ihr Kind wiederhaben, auch wenn das Kind seine Großmutter als Mutter anerkennt und nicht weiß, dass Maika ihre wirkliche Mutter ist. Nur Maikas Vater und ihr damaliger Liebhaber (Bogusław Linda) wissen die Wahrheit.
Maika beschließt, ihre eigene Tochter während einer Kindertheateraufführung zu „stehlen“, d. h. zu entführen – aber aus ihrer Sicht als der eigentlichen Mutter wieder zurückzustehlen – und mit ihr nach Kanada zu fliehen. Sie hat dies alles von langer Hand vorbereitet. Sie versteckt sich mit dem Kind bei ihrem damaligen Freund, dem Vater des Kindes. Maika sagt ihr, dass sie ihre richtige Mutter sei, und bittet ihre Tochter inständig, sie Mama zu nennen, doch die Kleine bleibt beharrlich bei „Maika“.
Als ihr Freund Maika nahelegt, sie solle das Kind ihrer Mutter zurückgeben, flüchtet sie erneut und versteckt sich mit dem Kind am Bahnhof bei einer freundlichen, aber ahnungslosen Angestellten. Minuten bevor der Zug eintrifft, wird Maika von ihrer Mutter und ihrem Vater wiedergefunden, die vorher mehrere Versuche unternommen hatten, mit der Tochter Kontakt aufzunehmen, um sie zur Rückgabe des Kinds und zur Aufgabe zu bewegen. Das Kind läuft in die Arme ihrer Mutter und ruft „Mama“, was sie Maika vorher verweigert hatte. Als Maika das sieht, gibt sie auf und steigt voller Trauer allein in den Zug. Nun löst sich das Kind aus den Armen seiner Großmutter und rennt den Bahnsteig entlang hinter dem Zug her, starrt verwirrt der traurigen Maika hinter den Fenstern des Zuges hinterher.

## Kritik
„Die Geschichte der gesteigerten Emotionen ist keine Hymne auf echte Mutterliebe, sondern eine komplexere Auslotung einer dramatischen Konfliktsituation. Es geht um Fragen der Verantwortung, des Besitzes, der Zugehörigkeiten, um Einsamkeit und Tod. Trotz schwächerer schauspielerischer Leistungen innerhalb des Gesamtzyklus ein wichtiges Element.“